# 欧洲现在运动
欧洲现在运动（羅馬化：Pokret Evropa sad!，缩写为PES）是黑山的一个中间派政党。2022年6月，黑山前财政部长米洛伊科·斯帕伊奇和前经济部长亚科夫·米拉托维奇共同创建该党。它自我定位为一个以经济为核心、致力于反腐败的政治运动组织，并支持经济自由主义。